# Songs from a Room
Songs from a Room ist das im April 1969 erschienene zweite Musikalbum des kanadischen Singer-Songwriters Leonard Cohen. Es enthält mit Bird on the Wire eines von Cohens bekanntesten Stücken und gilt als das typischste Werk seiner frühen Schaffenszeit.

## Entstehung
Nach den Streitigkeiten mit John Simon bei der Produktion von Songs of Leonard Cohen wählte Cohen für sein nächstes Album Bob Johnston aus. Dieser spielte auch das Keyboard in der Background-Band, dazu kamen diverse andere Musiker, insbesondere Streicher, und Sängerinnen.
Wie schon Suzanne wurde auch Bird on the Wire schon vor Cohens eigener Version 1967 von Judy Collins veröffentlicht. Ein weiteres Stück, Priests, war für das Album geplant, wurde von Cohen jedoch nie selbst veröffentlicht; Versionen existieren von Collins (1967) und Richie Havens (1969).

## Stil und Inhalt
Das Album bleibt stilistisch ähnlich zu seinem Vorgänger, die musikalische Untermalung ist dabei sogar eher noch spartanischer geworden und Cohen beginnt, tiefer zu singen. Mit der Maultrommel taucht erstmals ein Instrument auf, das oft als typisches Merkmal Cohens erachtet wird.
In Story of Isaac wird die Religions-Thematik wiederaufgegriffen, sie erzählt kritisch die biblische Geschichte der Beinahe-Opferung Isaaks.
Bemerkenswert ist auch The Partisan, mit dem Cohen erstmals ein nicht von ihm selbst geschriebenes Lied herausbrachte. Es stammt aus dem Jahr 1943 von Anna Marly (Musik) und dem französischen Résistance-Kämpfer Emmanuel d’Astier (Text) und wurde später durch einen englischen Text von Hy Zaret ergänzt. Hier erkennt man Cohens Wurzeln im frankophonen Québec, wie auch bei The lost Canadian vom späteren Album Recent Songs. Bei den französischen Textstellen steht jedoch die weibliche Begleitung im Vordergrund, Cohen ist nur deutlich schwächer zu hören.
Die anderen Stücke behandeln teilweise wie das Vorgängeralbum auf poetische Weise Gefühle und Lebenswege, teils tauchen aber auch gesellschaftskritische Töne auf (A Bunch of Lonesome Heroes, The old Revolution).
Die Rückseite des Plattencovers zeigt ein Foto von Cohens damaliger Lebensgefährtin Marianne Ihlen an der Schreibmaschine in einem Raum ihres Hauses auf Hydra.

## Erfolg und Nachwirkung
Das Album verkaufte sich direkt nach der Veröffentlichung besser als sein Vorgänger, es erreichte in den USA Platz 63 der Billboard-Charts und Chartplatz 2 in Großbritannien. Die Kritik bewertete das Album allgemein auf hohem Niveau. Manche waren dabei der Meinung, dass es gegenüber dem gefeierten Debütwerk eine leichte Enttäuschung sei, andere fanden die musikalische Umsetzung sogar noch gelungener. Cohen selbst befand, dass die Instrumentierung erst auf diesem Album seinen Stücken wirklich gerecht wurde.
Mit Bird on the Wire eröffnete Cohen später fast alle seine Konzerte. Coverversionen gibt es unter anderem von Johnny Cash, Joe Cocker, Willie Nelson, Jennifer Warnes und Suzanne Vega. Kris Kristofferson will sich laut eigener Aussage die Anfangszeilen Like a bird on the wire, like a drunk in a midnight choir, I have tried in my way to be free. auf seinen Grabstein schreiben lassen.
„Seems So Long Ago, Nancy“ wurde von Fabrizio De André ins Italienische übersetzt und in sein Album Volume 8 (1975) aufgenommen.

## Titelliste
A-Seite (16:59)
1. Bird on the Wire 3:23
2. Story of Isaac 3:31
3. A Bunch of Lonesome Heroes 3:10
4. The Partisan 3:20 (Hy Zaret, Anna Marly)
5. Seems So Long Ago, Nancy 3:35

B-Seite (17:52)
1. The Old Revolution 4:42
2. The Butcher 3:11
3. You Know Who I Am 3:24
4. Lady Midnight 2:50
5. Tonight Will Be Fine 3:45

### Bonustracks
1. Like a Bird (Bird on the Wire) – 3:21
2. Nothing to One (You Know Who I Am) – 2:17